# USS Gato (SS-212)
USS Gato (SS-212) — американская подводная лодка времён Второй мировой войны, первая лодка типа «Гато». Получила название в честь вида кошачьих акул, обитающего у западного побережья Мексики.

## История постройки
Подводная лодка «Гато» была заложена 5 октября 1940 года на верфи Electric Boat в Гротоне. Спущена на воду 21 августа 1941 года. Крестной матерью на церемонии спуска была Луиза Ингерсолл, жена адмирала Рояла Ингерсолла. Введена в строй 31 декабря 1941 года. Командиром лодки назначен Уильям Жирар Майерс.

## Первый поход, апрель—июнь 1942
После окончания испытаний в Нью-Лондоне «Гато» направилась в Пёрл-Харбор через Панамский канал и Сан-Франциско. Первый боевой поход продолжался с 20 апреля по 10 июня 1942 года. 3 мая лодка безуспешно атаковала японский авианосец около Маршалловых Островов и вскоре была вынуждена отступить, так как была атакована глубинными бомбами с четырёх эсминцев. 24 мая подлодка получила приказ приступить к патрулированию района западнее Мидуэя. Во время Битвы за Мидуэй «Гато» занимала позицию в 450 километрах к западу от атолла.

## Второй и третий походы, июль—декабрь 1942
Второй поход проходил со 2 июля по 29 августа 1942 года. Лодка патрулировала районе восточнее Курильских островов. Удалось добиться попаданий четырёх торпед по неустановленному судну 15 августа (уровень повреждений также неизвестен). Поход завершился в Датч-Харбор. Третий поход (4 сентября — 23 декабря 1942) также не принёс результатов. Начав с патрулирования около острова Кыска, лодка перешла в район островов Трук. 6 декабря «Гато» приступила к атаке конвоя, но её пришлось прервать из-за противодействия авиации и эсминцев противника. Поход был завершён в Брисбене.

## Четвёртый и пятый походы, январь—июнь 1943
Во время четвёртого похода (13 января 1943 — 26 февраля 1943) «Гато» потопила около острова Нью-Джорджия транспорт «Кенкон-мару» (21 января), грузовые суда «Нитиюн-мару» (29 января) и «Суруя-мару» (15 февраля). Пятый поход продолжался с 19 марта по 6 июня 1943 года. 29 марта лодка доставила на остров Бугенвиль австралийскую разведывательную группу и эвакуировала 27 детей, девятерых женщин и троих монахинь, которые были переданы на корабль SC-531 (охотник за подводными лодками) у острова Рамос (острова Нггела).
4 апреля лодка находилась между архипелагами Танга и Лихиры и во время атаки из подводного положения получила значительные повреждения от взрывов трёх глубинных бомб. «Гато» была вынуждена уйти в Брисбен на ремонт. 29 мая лодка доставила на Бугенвиль еще одну разведгруппу и выполнила ещё одну эвакуацию на Рамос, затем осуществляла разведку окрестностей атолла Тарава (острова Гилберта). Поход завершился в Пёрл-Харборе 6 июня 1943 года.

## Шестой и седьмой походы, август 1943 — январь 1944
После капитального ремонта на калифорнийской верфи Мар-Айленд «Гато» вернулась в Пёрл-Харбор 22 августа 1943 года и вышла в свой шестой боевой поход (6 сентября — 28 октября). Лодка шла в Брисбен через Трук и Бугенвиль, 19 октября атаковала конвой, добившись двух торпедных попаданий по грузовым судам с неизвестным результатом. Седьмой поход (18 ноября 1943 — 10 января 1944) проходил в районе севернее архипелага Бисмарка. Действуя в паре с подлодкой USS Ray (SS-271), «Гато» потопила грузовое судно «Колумбия-мару». 16 декабря лодка подобрала японского солдата со спасательного плота. 20 декабря около Сайпана был атакован конвой. Сухогруз «Цунесима-мару» был потоплен, ещё одно грузовое судно получило повреждения. После двух часов уклонения от глубинных бомб лодке удалось уйти от кораблей эскорта и она направилась в надводном положении в Тингмон, куда с большой вероятностью могло направится повреждённое японское судно. На палубе «Гато» обнаружили неразорвавшуюся глубинную бомбу, и как раз в это время два эскортных корабля заметили лодку и начали преследование. От преследования удалось уйти, и экипаж смог избавиться от бомбы при помощи резинового плота. Перехватить повреждённое ранее судно не удалось, но 2 декабря лодка обнаружила конвой, атака на который была сорвана из-за появления гидроплана. 10 января «Гато» прибыла в залив Милн в Новой Гвинее.

## Восьмой, девятый и десятый походы, февраль—сентябрь 1944

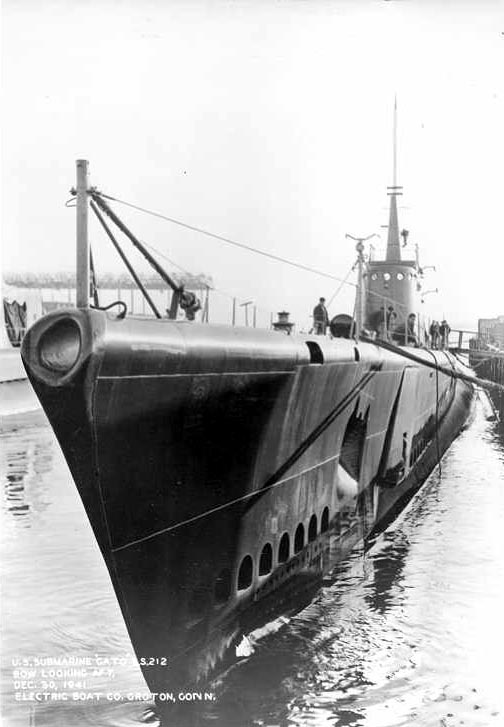
«Гато» после спуска на воду. 31 декабря 1941 года.

2 февраля 1944 года «Гато» вышла в восьмой поход на патрулирование района Бисмарк—Новая Гвинея—Трук. 5 февраля лодка подобрала Фреда Харгешаймера и ещё двух сбитых лётчиков. 15 февраля около островов Трук были потоплены траулер и транспорт «Дайген-мару № 3», 12 марта — сухогруз «Окинояма-мару № 3». Ещё два траулера были потоплены огнём палубной артиллерии перед возвращением в Пёрл-Харбор 1 апреля 1944 года.
За время девятого похода (30 мая — 2 июня 1944) «Гато» доставила вице-адмирала Чарльза Локвуда на Мидуэй, выполнила задание по фоторазведке острова Волеаи, действовала в качестве спасательной станции во время авианалётов на Трук с 11 по 18 июня и завершила поход на атолле Маджуро. Во время десятого похода лодка снова действовала в качестве спасательной станции во время удара с авианосцев по острову Титидзима 15 июля и подобрала двух лётчиков. «Гато» вернулась в Пёрл-Харбор 2 сентября 1944 года, затем была направлена в Мар-Айленд для прохождения ремонта.

## Одиннадцатый и двенадцатый походы, январь—июнь 1945
Во время одиннадцатого похода (28 января — 13 марта 1945 года) «Гато» осуществляла патрулирование в Жёлтом море в составе «волчьей стаи», куда также входили лодки USS Jallao (SS-368) и USS Sunfish (SS-281). Лодка потопила корабль береговой обороны 14 февраля и грузовое судно «Тайрику-мару» 21 февраля, затем ушла на базу Гуам. Из Гуама «Гато» вышла в следующих поход 12 апреля в качестве спасательной станции во время битвы за Окинаву. В ночь с 22 на 23 апреля «Гато» была обнаружена двумя японскими подлодками и чудом избежала уничтожения торпедами. В период с 27 по 30 апреля лодка спасла десятерых лётчиков около побережья Кюсю и 3 июня завершила свой поход в Пёрл-Харборе.

## Тринадцатый поход и служба после войны
В тринадцатый поход лодка вышла 8 июля и действовала в качестве спасательной станции во время авиаударов по атоллу Уэйк и восточному побережью Хонсю. На лодке получили приказ о прекращении огня 15 августа во время подготовки к атаке на грузовое судно. 31 августа «Гато» прибыла в Токийский залив, где оставалась вплоть до подписания акта о капитуляции Японии, состоявшегося 2 сентября на борту линкора «Миссури». Затем лодка отправилась на Нью-Йоркскую военно-морскую верфь, где была декомиссована 16 марта 1946 года.
Несколько лет «Гато» использовалась в качестве учебной лодки для резервистов в Нью-Йорке и Балтиморе. Из списков флота лодка была исключена 1 марта 1960 года и 25 июля того же года продана на металлолом компании Northern Metals Company.

## Награды
- Благодарность Президента за службу во время Второй мировой войны (походы 4—9)[2];
- Медаль «За Азиатско-тихоокеанскую кампанию» и 13 боевых звёзд[2];
- Медаль Победы во Второй мировой войне;
- Медаль «За оккупационную службу» (ВМС США).